# Quan hệ Canada – Ả Rập Xê Út
Quan hệ Ả Rập Xê Út – Canada là mối quan hệ quốc tế giữa Canada và Vương quốc Ả Rập Xê Út. Hai quốc gia có mối quan hệ kinh tế mạnh mẽ, với Saudi Arabia là cho đối tác thương mại lớn thứ hai của Canada ở Trung Đông. Quan hệ hai nước được củng cố vào tháng 2 năm 2014 với việc Ả Rập Xê Út mua lô vũ khí từ Canada trị giá 15 tỷ đô la Canada. Cho đến tháng 8 năm 2018, đã có hơn 16.000 sinh viên Saudi được theo học học bổng chính phủ tại Canada.
Theo yêu cầu của Chính phủ Canada về việc thả ngay lập tức blogger Raif Badawi và em gái Samar Badawi do quan ngại nhân quyền, Ả Rập Xê Út đã trục xuất đại sứ Canada tại Ả Rập Xê Út và triệu hồi đại sứ của mình ở Ottawa, đồng thời cáo buộc Canada can thiệp vào các vấn đề nội bộ của họ. Quốc gia này cũng đình chỉ một số hiệp định thương mại và các chuyến bay của hãng hàng không Saudia đến sân bay quốc tế Toronto Pearson, thể hiện một tranh chấp ngoại giao chính thức giữa hai quốc gia. Bộ Ngoại giao Saudi gọi tuyên bố của Canada là một cuộc tấn công vào Vương quốc mình.

## Chuyến thăm ngoại giao
Vào tháng 4 năm 2000, Thủ tướng Canada Jean Chrétien đã có chuyến thăm đến Ả-rập Xê-út.

## Quan hệ ngoại giao
Trong một cuộc họp được tổ chức tại Ottawa vào tháng 12 năm 2015, Bộ trưởng Ngoại giao Canada Stéphane Dion đã gặp gỡ người đồng cấp Adel al-Jubeir của Ả Rập Xê Út để thảo luận về các vấn đề liên quan đến nhân quyền ở Ả Rập Xê Út. Trong cuộc họp, việc giam giữ nhà hoạt động nhân quyền Raif Badawi của Ả Rập Xê Út đã được nêu ra.
Sau vụ hành quyết hàng loạt tại Ả Rập Xê Út vào năm 2016, trong đó có 47 thường dân bị kết án tử hình vì tội khủng bố, Stéphane Dion yêu cầu Ả Rập Xê Út tôn trọng quy trình và tuân thủ các tiêu chuẩn quốc tế liên quan đến nhân quyền. Bộ Ngoại giao Canada cũng lên tiếng lo ngại về khả năng những vụ hành quyết này có thể làm gia tăng xung đột tôn giáo ở Trung Đông.

## Quan hệ kinh tế
Ả Rập Xê Út là đối tác thương mại lớn thứ 17 của Canada. Theo Ngân hàng Thế giới, Ả Rập Xê Út nhập khẩu 1,5 tỷ đô la Canada vào năm 2015. Canada đã nhập khẩu lượng hàng hóa trị giá 1,5 tỉ đô la của Ả Rập Xê Út vào năm 2015.
Từ cuối năm 2012 cho đến giữa năm 2018, Ả Rập Xê Út đã trở thành thị trường xuất khẩu lớn thứ hai của Canada ở Trung Đông. Giống như Israel, phần lớn sự thành công của các mối quan hệ trước đây của Canada-Saudi là do sự phản đối đối với Iran và các nước khác trong khu vực. Về quan hệ song phương với Ả Rập Xê Út, lợi ích kinh tế và thương mại được sử dụng để đi đầu trong tất cả các cuộc thảo luận và các cuộc họp.
Một số trường tư thục ở Canada đã được Ả Rập Xê Út tài trợ trực tiếp với mức tài trợ hàng trăm ngàn đô la. Điều này đã gây tranh cãi, với những người gièm pha tuyên bố rằng các trường này có thể được sử dụng để tuyên truyền hình thức Hồi giáo nghiêm ngặt của Ả Rập Saudi, được gọi là Wahhabism.

## Quan hệ quân sự
Trong Chiến tranh vùng Vịnh, cả hai lực lượng Canada và Ả Rập Xê Út đã hợp tác với các lực lượng liên minh để chấm dứt cuộc xâm lược Kuwait và đà tiến quân của quân đội Iraq. Vào tháng 2 năm 1991, Canada mở một bệnh viện dã chiến ở Ả Rập Xê Út tại làng đông bắc Qaisumah để điều trị cho cả liên minh và quân đội Iraq.
Cả hai quốc gia đã đạt được thỏa thuận vào tháng 2 năm 2014, theo đó Ả Rập Xê Út sẽ mua thiết bị quân sự trị giá 15 tỷ đô la Canada từ Canada. Theo CBC, thỏa thuận này bao gồm 928 xe bọc thép nhẹ, cụ thể là loại xe LAV-6. Trong số những chiếc LAV-6, 119 được cải tiến để xếp vào loại xe bọc thép tấn công hạng nặng. Cũng bao gồm theo thỏa thuận này là một điều khoản hỗ trợ kỹ thuật trong 14 năm. Thỏa thuận này đã củng cố Ả Rập Xê Út là điểm đến xuất khẩu lớn thứ hai của Canada sau Mỹ. CBC thông báo rằng lô hàng đầu tiên của xe sẽ đến Ả Rập Saudi vào năm 2017.
Thỏa thuận này ngay lập tức bị nhiều chính trị gia Canada và các bản tin báo chí tin tức cho rằng các phương tiện có thể bị Ả Rập Xê Út lạm dụng để vi phạm nhân quyền, đặc biệt là với cộng đồng dân tộc thiểu số theo dòng Shiite. Hơn nữa, khi Ả Rập Xê Út xâm chiếm Yemen vào năm 2015, các câu hỏi đã được nêu ra về việc liệu các phương tiện này có được sử dụng để chống lại dân thường Yemen hay không.
Mặc dù thỏa thuận này được viết bởi chính phủ bảo thủ của Stephen Harper, Thủ tướng Justin Trudeau đã quyết định tiến hành thỏa thuận này vào tháng 4 năm 2016 khi ông cho phép xuất khẩu xe. Khi Trudeau đối mặt với khả năng Ả Rập Xê Út sử dụng các phương tiện chống lại thường dân của họ, ông nói rằng ông có nghĩa vụ phải tôn trọng thỏa thuận được thực hiện bởi người tiền nhiệm của mình. Vào tháng 8 năm 2017, Bộ trưởng Ngoại giao Canada Chrystia Freeland đã tiến hành một cuộc điều tra về việc sử dụng xe bọc thép của Canada vào tháng 2 năm 2018, nhóm nghiên cứu kết luận rằng không có bằng chứng dứt khoát rằng Ả rập Xê Út đã từng gây ra những vi phạm nhân quyền bằng phương tiện có nguồn gốc từ Canada.

## Quan hệ giáo dục
Văn phòng Văn hóa Ả Rập Xê Út tại Canada (SACB), ra mắt vào tháng 5 năm 1978 như là một đơn vị con của Bộ Giáo dục Ả Rập, chịu trách nhiệm quản lý sinh viên Ả Rập Xê Út ở Canada. Một trong những bộ phận quan trọng nhất của nó là đơn vị quan hệ học thuật, kiểm soát việc nộp các tài liệu quan trọng cho các trường đại học Canada, như bảng điểm và tài liệu nhập học, và cũng tích cực tổ chức các chuyến thăm chính thức và ký kết thỏa thuận hợp tác. Các phòng ban khác của SACB bao gồm một đơn vị chuẩn bị tiếng Anh và một đơn vị tuyển sinh, cung cấp tư vấn tuyển sinh cho sinh viên Ả Rập Xê Út và theo dõi tình trạng nhập học.
Đã có hơn 15.000 sinh viên Saudi ở Canada vào năm 2007, bao gồm 800 bác sĩ và chuyên gia thường trú, những người chăm sóc cho người Canada. Trong năm 2015, sinh viên Ả Rập Saudi chiếm 3% tổng số sinh viên nước ngoài tại Canada. Số liệu chính thức được cung cấp bởi SACB chỉ ra rằng trong năm 2014 đã có 16.000 sinh viên học bổng Saudi ở Canada và 1.000 học viên y tế. 

## Quan hệ văn hóa
Lễ kỷ niệm Ngày Quốc khánh Ả Rập Xê Út diễn ra hàng năm tại thủ đô Ottawa của Canada vào ngày 23 tháng 9. Chúng được tổ chức bởi Đại sứ quán Ả Rập Saudi tại Ottawa phối hợp với Văn phòng Ả Rập Saudi tại Canada.

## Xung đột ngoại giao tháng 8 năm 2018
Bộ trưởng Ngoại giao Canada Chrystia Freeland đưa ra tuyên bố thông qua Twitter vào ngày 2 tháng 8 năm 2018 thể hiện mối lo ngại của Canada về vụ bắt giữ Samar Badawi gần đây, một nhà hoạt động nhân quyền và là em gái của nhà hoạt động người Ả Rập Xê Út Raif Badawi, và ủng hộ việc thả bà cũng như phóng thích các nhà hoạt động xã hội dân sự và nữ quyền ở Ả Rập Xê Út. Các nhà ngoại giao Canada khác và Đại sứ quán Canada tại Riyadh cũng đưa ra các phát biểu cho một mục đích tương tự.
Đáp lại, vào ngày 5 tháng 8, Saudi Arabia đã đình chỉ tất cả các quan hệ thương mại và đầu tư mới với Canada và đã triệu hồi đại sứ của họ tại Canada, ngoài việc trục xuất đại sứ Canada tại Riyadh, Dennis Horak. Về phần mình, Bộ Ngoại giao Ả Rập Xê Út đã công bố một tuyên bố chính thức trong đó "bày tỏ sự hoài nghi" về các bình luận của ngoại trưởng Freeland và Đại sứ quán Canada tại Riyadh, cho là chúng "không dựa trên bất kỳ thông tin chính xác hoặc thực sự nào". Bộ Ngoại giao Ả Rập Xê Út tiếp tục tố cáo những tuyên bố nói trên là "sự can thiệp trắng trợn trong các vấn đề nội bộ của Vương quốc".
Phía bên kia vẫn không nhân nhượng. Thủ tướng Canada, ông Justin Trudeau, tuyên bố, nước ông sẽ tiếp tục bày tỏ những quan điểm rõ ràng về các vấn đề nhân quyền, cho dù ở Ả Rập Xê Út hay ở các nơi khác.